# Serie A2 1993-1994 (pallanuoto maschile)
La Serie A2 1993-1994 è stata la decima edizione di questo torneo, il secondo livello del campionato italiano di pallanuoto maschile.

In questa stagione il campionato subisce una profonda trasformazione. Il numero delle squadre partecipanti sale a 20, divise in due gironi da dieci. Le prime due di ciascun girone si incrociano per conquistare la promozione, ottenuta in questo caso, per la prima volta nella loro storia, da Modena e Paguros.

## Classifiche finali

### Girone Nord
|  |     | Girone Nord '94    | Pt | G  | V  | N | P  | GF  | GS  | DR  |
|  | --- | ------------------ | -- | -- | -- | - | -- | --- | --- | --- |
|  | 1.  | Modena             | 28 | 18 | 13 | 2 | 3  | 276 | 215 | +61 |
|  | 2.  | Sturla             | 27 | 18 | 12 | 3 | 3  | 252 | 229 | +23 |
|  | 3.  | Bogliasco          | 24 | 18 | 10 | 4 | 4  | 214 | 186 | +28 |
|  | 4.  | Torino '81         | 22 | 18 | 9  | 4 | 5  | 231 | 212 | +10 |
|  | 5.  | Cagliari           | 20 | 18 | 8  | 4 | 6  | 231 | 204 | +27 |
|  | 6.  | Nervi              | 18 | 18 | 7  | 4 | 7  | 201 | 200 | +1  |
|  | 7.  | Bergamo            | 14 | 18 | 6  | 2 | 10 | 225 | 255 | -30 |
|  | 8.  | Chiavari           | 13 | 18 | 6  | 1 | 11 | 192 | 202 | -10 |
|  | 9.  | Camogli            | 8  | 18 | 3  | 2 | 13 | 183 | 245 | -62 |
|  | 10. | Fanfulla Lodi 1874 | 6  | 18 | 3  | 0 | 15 | 200 | 257 | -57 |

### Girone Sud
|  |     | Girone Sud '94            | Pt | G  | V  | N | P  | GF  | GS  | DR  |
|  | --- | ------------------------- | -- | -- | -- | - | -- | --- | --- | --- |
|  | 1.  | Paguros                   | 28 | 18 | 12 | 4 | 2  | 221 | 166 | +55 |
|  | 2.  | Salerno                   | 27 | 18 | 11 | 5 | 2  | 227 | 175 | +52 |
|  | 3.  | Anzio                     | 27 | 18 | 13 | 1 | 4  | 218 | 187 | +31 |
|  | 4.  | Civitavecchia             | 26 | 18 | 10 | 6 | 2  | 244 | 213 | +31 |
|  | 5.  | Lazio                     | 17 | 18 | 6  | 5 | 7  | 201 | 186 | +15 |
|  | 6.  | CUS Palermo               | 17 | 18 | 5  | 7 | 6  | 199 | 201 | -2  |
|  | 7.  | Marisport Marina Militare | 14 | 18 | 6  | 2 | 10 | 201 | 234 | -33 |
|  | 8.  | Fiamme Oro                | 12 | 18 | 5  | 2 | 11 | 161 | 184 | -23 |
|  | 9.  | Poseidon                  | 8  | 18 | 2  | 4 | 12 | 175 | 215 | -40 |
|  | 10. | Bologna                   | 4  | 18 | 1  | 2 | 15 | 181 | 267 | -86 |

## Play Off
| Modena | 9-17; 11-9; 11-10 | Salerno |
|        |                   |         |

| Paguros | 14-11; 14-13 | Sturla |
|         |              |        |

## Verdetti
- Modena e SC Paguros promosse in Serie A1
- Fanfulla e Rari Nantes Bologna retrocesse in Serie B